# یوناس نارمونتاس
یوناس نارمونتاس (انگلیسی: Jonas Narmontas؛ زادهٔ ۱۴ سپتامبر ۱۹۶۰) قایقران روئینگ اهل لیتوانی است.